# Front civique uni
Pour le mouvement social russe, voir Front civique unifié.
Le Civic United Front (en français : Front civique uni, en swahili : Chama cha Wananchi) est un parti politique tanzanien fondé en 1992. Il est membre du Réseau Libéral Africain et de l'Internationale libérale.
Aux dernières élections législatives de 2010, il a obtenu 34 sièges à l'Assemblée nationale.